# 芒廷萊克 (新澤西州)
芒廷萊克（英語：Mountain Lake）是位於美國新澤西州沃倫縣的普查規定居民點。

## 人口
根據2020年美國人口普查的數據，芒廷萊克的面積為3.37平方千米，當中陸地面積為2.92平方千米，而水域面積為0.45平方千米。當地共有人口494人，而人口密度為每平方千米146.59人。